# Koclířov
Koclířov település Csehországban, a Svitavyi járásban. Koclířov Kamenná Horka, Svitavy, Dětřichov, Moravská Třebová és Kunčina településekkel határos. Lakosainak száma 750 fő (2024. január 1.).

## Népesség
A település lakosságának változását az alábbi diagram mutatja:
| Lakosok száma | 1604 | 1623 | 1578 | 1059 | 832  | 709  | 692  | 706  | 671  | 750  |
|               | 1869 | 1900 | 1921 | 1961 | 1980 | 2011 | 2016 | 2019 | 2021 | 2024 |